# Crew Module Atmospheric Re-entry Experiment

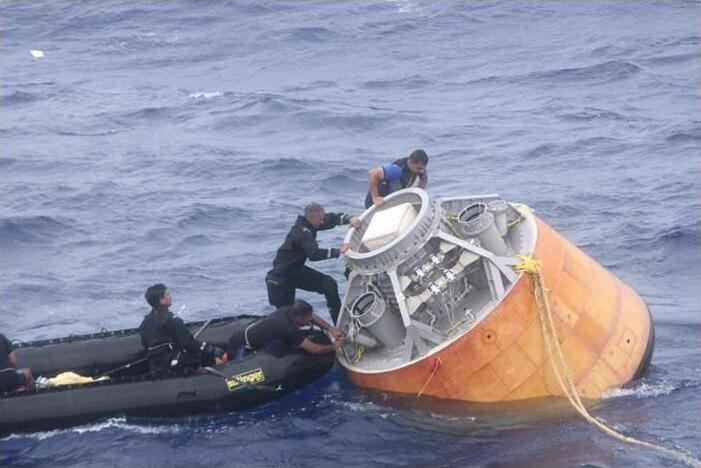
Récupération de CARE.

Le Crew Module Atmospheric Re-entry Experiment (CARE) est une capsule spatiale expérimentale développée par l'Organisation indienne pour la recherche spatiale (ISRO) afin de mettre au point Gaganyaan, un véhicule spatial pour son programme de vol spatial habité (en).
Elle a été lancée par l'Inde le 18 décembre 2014 grâce au Geosynchronous Satellite Launch Vehicle Mk III depuis le centre spatial Satish-Dhawan.